# Західна провінція (Кенія)
Західна (англ. Western Province, суах. Mkoa wa Magharibi) — одна з восьми колишніх провінцій Кенії, розташована в західній частині Кенії, межує з Угандою.
У 2009 році населення провінції становило 4 334 282 особи, що проживали на площі 8309 км².

## Географія
В окрузі Бунгома знаходиться друга за висотою гора Кенії — гора Елгон (англ. Mount Elgon, 4321 м). У Західній провінції також розташовується лісовий заповідник Какамега.
Найнижча точка провінції — місто Бусіа (округ Бусіа) на березі озера Вікторія.

## Клімат
Клімат провінції тропічний, з деякими змінами через високий розташування над рівнем моря. По всій провінції сильні дощі йдуть протягом всього року.

## Населення
Провінція населена в основному етнічною групою лух'я. У цій провінції широко поширене квакерство.
Найбільші міста — Бунгома, Бусіа, Бутер,  Вебує , Віхіга, Какамега,  Мбале ,  Муміас ,  Сіая .

## Адміністративний поділ

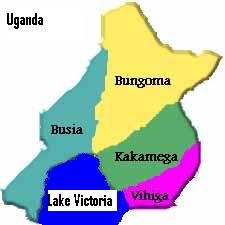
4 традиційних округи західної провінції Кенії.

До 2007 року Західна провінція була розділена на 8 округів (вілайєтів):
| № | Округа              | Административный центр | Население, чел. (2009 г.) |
| - | ------------------- | ---------------------- | ------------------------- |
| 1 | Бунгома (Bungoma)   | Бунгома                | 1 375 063                 |
| 2 | Бусіа (Busia)       | Бусіа                  | 743 946                   |
| 3 | Какамега (Kakamega) | Какамега               | 1 660 651                 |
| 4 | Віхіга (Vihiga)     | Віхіга                 | 554 622                   |

| Кенія | Це незавершена стаття з географії Кенії. Ви можете допомогти проєкту, виправивши або дописавши її. |